# Пурхейдари, Мансур
Мансур Пурхейдари (26 января 1946 — 4 ноября 2016) — иранский футболист (правый защитник), тренер и функционер.

## Биография
Он начал молодёжную карьеру в возрасте 17 лет в «Дараи», а на высшем уровне дебютировал в 1965 году за «Тадж» (в настоящее время «Эстегляль»). Он играл десять лет за «Тадж»: между 1965 и 1975 годами. С командой он выиграл Азиатский клубный чемпионат 1970 года. Пурхейдари вернулся в «Дараи» в 1975 году и отыграл в клубе последние два года своей карьеры. Он также играл за сборную Ирана, но провёл всего три матча. Он ушёл из футбола в 1977 году.
Пурхейдари начал тренерскую карьеру в 1980 году, став помощником тренера «Эстегляля». Он работал с Аббасом Разави и Асгаром Шарафи. Он стал главным тренером команды в 1983 году после отставки Шарафи. Через три года он ушёл в отставку и стал главным тренером «Шабаб Аль-Ахли» из чемпионата ОАЭ, он руководил командой до 1989 года. Он был повторно назначен тренером «Эстегляля» в 1989 году и выиграл чемпионат в следующем сезоне. Он также привёл «Эстегляль» к их второму азиатскому континентальному трофею в 1991 году. Он покинул команду в следующем году, но снова вернулся в качестве главного тренера в 1995 году и возглавлял команду в течение одного сезона. После этого он на два сезона стал главным тренером «Фаджр Сепаси», но не смог завоевать ни одного трофея. Он стал главным тренером национальной сборной Ирана в 1998 году и занимал пост до 2000 года. Он руководил командой на Азиатских играх 1998 года, где Иран завоевал золотые медали. В 2000 году Пурхейдари снова вернулся в «Эстегляль».
Совокупно он был у руля «Эстегляля» в течение девяти лет и провёл 309 игр. Он также является единственным иранцем, который выигравл Лигу чемпионов АФК в качестве игрока и тренера.
Пурхейдари также на протяжении десятилетий был членом совета директоров «Эстегляля». Он был менеджером команды с 2010 по 2012 год, а с 2012 года был техническим менеджером клуба.
Он был женат на Фариде Шоджаи, бывшем вице-президенте Федерации футбола Ирана.
Пурхейдари умер 4 ноября 2016 года от рака.